# جمعیت احیای کردستان
جمعیت احیای کُردستان یا جمعیت احیای کُرد (به کُردی: کۆمه‌ڵه‌ی ژیانه‌وه‌ی کوردستان) با نام مخفف «ک.ژ.ک» یا «ژِ.کاف»، یک سازمان سیاسی ملی‌گرای کُرد بود که در ۲۵ مرداد ۱۳١٧ خورشیدی در شهر مهاباد به صورت مخفی تشکیل شد. این جمعیت گرچه به صورت مخفی و محدود فعالیت می‌کرد، اما در مدت نسبتاً کوتاهی توانسته بود بسیاری از سران ایل‌ها و مردم پاره‌ای از شهرهای کردستان ایران را به خود جذب کند.
سال‌های جنگ جهانی دوم برای ایران همراه است با اشغال ایران توسط قوای آمریکا، انگلیس و شوروی، سقوط حکومت رضا شاه، و آغاز دوره‌ای از آزادی‌های سیاسی، فعالیت احزاب و مبارزات پارلمانی. ارتش بریتانیا در جنوب و ارتش سرخ در شمال، آذربایجان و بخش‌هایی از کردستان حضور دارند.
پس از شهریور بیست و ورود قوای متفقین به ایران و منطقهٔ مکریان افسری با نام (میر حاج) از سوی جمعیت هیوا از کردستان عراق به مهاباد آمده و با عبدالرحمان ذبیحی تماس می‌گیرد. ذبیحی هم «حسینی» را به افسر معرفی و در ادامه قرار گذاشته می‌شود که جمعی یازده نفره در باغ «سیسه» مهاباد با این افسر که «میر حاج» نام دارد ملاقات و تبادل نظر کنند. با پیشنهاد میرحاج، حزب ژ. ک تأسیس، سوگند نامهٔ آن را تدوین و برنامه حزب هیوا با تغییراتی چند به عنوان برنامه «ژ. ک» انتخاب می‌شود.
«حسین فروهر»، «ذبیحی»، «توحید ملانجمه»، «امامی»، «محمد نانوا»، «رحمان حلوی»،«قادر مدرسی»، «محمد یاهو»، «شاپسندی»، «محمد سلیمی»، «قاسم قادری» و «خالو ملا داوودی»، بنیان‌گذاران ژ. ک بودند. هنگامی که «ذبیحی» هژار را برای ادای سوگند بدانجا برد هژار عضو بیستم با شمارهٔ شناسایی بیست بود. «ذبیحی» عضو شماره دو و حسین فروهر رهبر جمعیت ژ. ک بود.
(ک.ژ. ک) شعار کردستان بزرگ را اعلام می‌کند، با کردهای عراق پیمان همکاری می‌بندد موسوم به پیمان سه مرزی، و با شوروی ارتباط می‌گیرد و درخواست پشتیبانی می‌کند.
حزب هیوا (از کردستان عراق) در آن مقطع، مصلحت ندانسته بود که هیچ نامی از شوروی و ایران و ترکیه به میان آورده شود. نمایندگان هیوا «شیخ عبیدا…» زینوی، «سیدعزیز شمزینی» (که افسر ارتش عراق بود) و شخصی به نام «سعید کانی مارانی» بودند. «عبدالرحمن ذبیحی و هه‌ژار و میرزا قاسم از ایران و شیخ عبیدا… و سیدعزیز از عراق و قاضی خدر (یا قاضی ملاخالد یا قاضی عبدالوهاب) به نمایندگی از کردهای ساکن ترکیه، پیمان «سی سنوور» (پیمان سه‌مرز) را منعقد کرده‌اند.
چون منطقه‌ای که در آن، جلسه تشکیل داده شد در منطقهٔ «دالانپر»، مرز میان ترکیه و ایران و عراق بود، نشست خود را «په‌یمانی سی‌سنوور» (پیمان سه‌مرز) نام نهاده و مقرر کردند هر یک از طرفین به نوبهٔ خود بیانیه‌ای صادر و منتشر کرد.
شوروی در مناطق اشغالی و برای تأمین نیازهای خود به آذوقه و محصولات کشاورزی و نیز تأمین امنیت مناطق، با برخی روسای عشایر و متنفذین و مالکین محلی در ارتباط بودند هنوز شش ماه از اشغال ایران نگذشته بود که گروهی از فئودال‌های کرد به شوروی دعوت شدند.
عبدالرحمان قاسملو در این‌باره در کتاب «چهل سال مبارزه در راه آزادی» پس از بحث دربارهٔ سفر ۳۰ تن از مالکین و رۆسای عشایر کرد به باکو بنا به دعوت دولت شوروی چنین می‌نویسد:
اگرچه من در آن زمان یازده ساله بودم، لیکن مانند بسیاری از کودکان آن دوره سیاست توجه مرا به خود جلب کرده بود. پدرم یکی از اعضای آن هیئت بود. بیاد دارم موقعی که از سفر باکو برگشت، چند عدل قند و یک تفنگ ته‌پر شکاری خوب همراه آورده بود. چنین می‌نمود که شوروی‌ها قند و تفنگ و وسایل دیگر را به عنوان هدیه به همهٔ اعضای هیئت داده بودند. به ویژه قند خیلی با ارزش بود. چون آن زمان {قند} در ایران کمیاب و گران بود. این کار به‌نظر من بسیار عجیب می‌نمود. زیرا در خانواده ما برادران و عموزاده‌هایم که از من بزرگ‌تر بودند، از این سخن به میان می‌آوردند که پدرم همراه چند نفر دیگر به باکو رفته‌اند تا حقوق و آزادی کردها را طلب نمایند! به همین علت رک و صریح از پدرم پرسیدم: پس حقوق کردها چه شد؟ (چهل سال مبارزه در راه آزادی. چاپ دوم کردی ۱۳۶۷ صفحات ۶۲–۶۱)
قاضی محمد شخصیت مطرح مهابادی در سال ۱۳۲۳ به جمعیت (ک.ژ. ک) پیوست و بزودی به فرد اصلی این جریان بدل گشت. در سپتامبر ۱۹۴۵ قاضی محمد و عده‌ای دیگر از کردها به شوروی دعوت شدند و با جعفر باقراف نخست وزیر جمهوری آذربایجان شوروی دیدار کردند. کردها خواهان دولت خودمختار کرد (جمهوری مهاباد) بودند و امیدوار دریافت کمک از اتحاد شوروی بودند. در بازگشت از این سفر قاضی محمد نتایج گفتگوها را با سران (ک.ژ. ک) در میان گذاشت و (ک.ژ. ک) به عبارتی منحل گردید. در واقع به حزب دموکرات کردستان تغییر نام داد.